# ميلان ريختر
ميلان ريختر (بالسلوفاكية: Milan Richter)‏ هو لغوي وكاتب وشاعر سلوفاكي، ولد في 25 يوليو 1948 في براتيسلافا في سلوفاكيا.